# Jagdstaffel 49
A Jagdstaffel 49, conhecida também por Jasta 49, foi um esquadra de aeronaves da Luftstreitkräfte, o braço aéreo das forças armadas alemãs durante a Primeira Guerra Mundial. Esta esquadra abateu 28 aeronaves inimigas, incluindo um balão.

## Aeronaves
- Fokker D.VII